# モロッコ空軍ロッキードC-130墜落事故
モロッコ空軍ロッキードC-130墜落事故(モロッコくうぐんロッキードC-130ついらくじこ)は、2011年7月26日に同国空軍所属のロッキードC-130ハーキュリーズ輸送機がモロッコ国内のゲルミン近郊に墜落した航空事故。
当初、モロッコ当局では輸送機にモロッコ軍人60名、民間人12名、空軍の乗員9名が搭乗しており、78名が死亡、3名が救助されたと発表していたが、救助された3名も負傷のため後に死亡した。また、輸送機に搭乗していなかった民間人1名が誤って含まれていたとして、最終的な死亡者数は80名に修正された。
作業員により42名の遺体を収容できたほか、輸送機は1981年にC-130Hとして製造された機体番号CNA-OQであることが確認された。この輸送機は西サハラのダフラ空港からゲルミンを経由し、ケニトラ空軍基地までを飛行する計画であった。輸送機はゲルミンから約10キロ先にあるSayyert山に墜落した。
当局は墜落の潜在的要因が悪天候にあると見て調査した。この事故は2011年で最も甚大な被害があった航空事故であり、モロッコにおいては史上最悪の軍事航空災害となった。
モロッコ国王・ムハンマド6世は、この事故の後、国家として3日間喪に服すると発表した。